# Lernaeenicus vorax
Lernaeenicus vorax är en kräftdjursart. Lernaeenicus vorax ingår i släktet Lernaeenicus och familjen Pennellidae. Inga underarter finns listade i Catalogue of Life.